# Bluetooth

Logo de Bluetooth.

Bluetooth est une norme de télécommunications permettant l'échange bidirectionnel de données à courte distance en utilisant des ondes radio UHF sur une bande de fréquence comprise entre 2,402 GHz et 2,480 GHz. Son but est de simplifier les connexions entre les appareils électroniques à proximité en supprimant des liaisons filaires. Elle peut remplacer par exemple les câbles entre ordinateurs, tablettes, haut-parleurs, téléphones mobiles entre eux ou avec des imprimantes, scanneurs, claviers, souris, manettes de jeu vidéo, téléphones portables, assistants personnels, systèmes avec mains libres pour microphones ou écouteurs, autoradios, appareils photo numériques, lecteurs de code-barres et bornes publicitaires interactives.

## Logo et nom
Le nom « Bluetooth » est directement inspiré du surnom anglicisé du roi viking danois Harald Ier dit Harald à la dent bleue (en danois Harald Blåtand, en anglais Harald Bluetooth), connu pour avoir réussi à unifier les tribus danoises au sein d'un même royaume, introduisant du même coup le christianisme. Ce nom a été proposé en 1996 par Jim Kardach d'Intel, un ingénieur travaillant alors sur le développement d'un système qui allait permettre aux téléphones cellulaires de communiquer avec des ordinateurs. Au temps où Kardach a fait cette proposition, un homologue d'Ericsson lui avait parlé de ce souverain après avoir lu le roman historique Orm le Rouge de Frans Gunnar Bengtsson, qui se déroule sous son règne. L'implication est que de la même façon que le roi Harald a unifié son pays et rassemblé le Danemark et la Norvège, Bluetooth relie les télécommunications et les ordinateurs et « unifie » les appareils entre eux,.
Le logo de Bluetooth est d'ailleurs inspiré des initiales en alphabet runique (Futhark récent) de Harald Blåtand  (Hagall) (ᚼ) et  (Bjarkan) (ᛒ).

## Histoire
- 1994 : création de la norme par le fabricant suédois Ericsson à Lund.
- 1998 : plusieurs grandes sociétés (IBM, Intel, Nokia et Toshiba) s'associent avec Ericsson pour former le Bluetooth Special Interest Group (SIG).
- 1999 : sortie de la spécification 1.0, puis 1.0B[4] utilisant une modulation GFSK (Gaussian FSK).
- 1999 : premier téléphone Bluetooth.
- décembre 1999 : le groupe Bluetooth SIG compte neuf sociétés après que 3Com, Lucent Technologies, Microsoft, Motorola l'ont rejoint.
- 2004 : publication de la norme Bluetooth 2.0 et du mode EDR (Enhanced Data Rate) qui permet d'obtenir un meilleur débit avec les modulations QPSK et 8DPSK[5].
- 28 mars 2006 : le « Bluetooth Special Interest Group » (SIG) annonce la commercialisation de produits compatibles avec la deuxième génération de la technique sans fil Bluetooth 2.0 (puis 2.1 en 2007), qui est capable d'assurer des débits en crête 3 fois supérieurs à l'ancienne version, passant donc de 1 Mb/s à 3 Mb/s[réf. souhaitée]. La technique - utilisée dans les téléphones mobiles, périphériques informatiques et autres appareils portables comme les assistants personnels (PDA) - a vu sa vitesse de transmission augmenter, lui permettant ainsi d'être utilisée pour l'échange de fichiers avec un baladeur MP3 par exemple. La nouvelle norme devait aussi incorporer une technique radio, connue comme l'ultra wideband (UWB), mais cette évolution a été abandonnée[6], le Bluetooth visant prioritairement le marché des terminaux à très basse consommation.
- 2009 : le Bluetooth SIG publie la norme Bluetooth 3.0 et la variante HS (High Speed) qui sera très peu utilisée.
- 2010 : apparition du Bluetooth 4.0 plus performant et moins gourmand en énergie : il intègre la variante Bluetooth à basse consommation (connue sous le nom de Bluetooth Low Energy, BLE en anglais). Cette nouvelle génération apparaît comme une évolution importante qui permet une large démocratisation d'appareils connectés en tous genres.
- décembre 2013 : sortie de la version 4.1.
- décembre 2014 : sortie de la version 4.2.
- décembre 2016 : publication de la version 5[7].
- janvier 2019 : présentation de la norme 5.1[8].
- décembre 2019 : publication de la norme 5.2[5].
- juillet 2021 : publication de la norme 5.3.
- février 2023 : publication de la norme 5.4.
- août 2024 : publication de la norme 6.0.

## Spécifications
Le Bluetooth Special Interest Group (SIG) rédige et publie les spécifications du standard, annoncé en mai 1998, qui a évolué, depuis 1999. Toutes les spécifications sont censées être compatible avec les versions précédentes.
Le groupe propose principalement quatre types de spécifications:
1. Le cœur de spécification (Core specification)
2. Les avenants (Core Specification Addendum)
3. Les suppléments (Core Specification Supplements)
4. Les errata, non disponibles publiquement, ils nécessitent un compte

### Normes

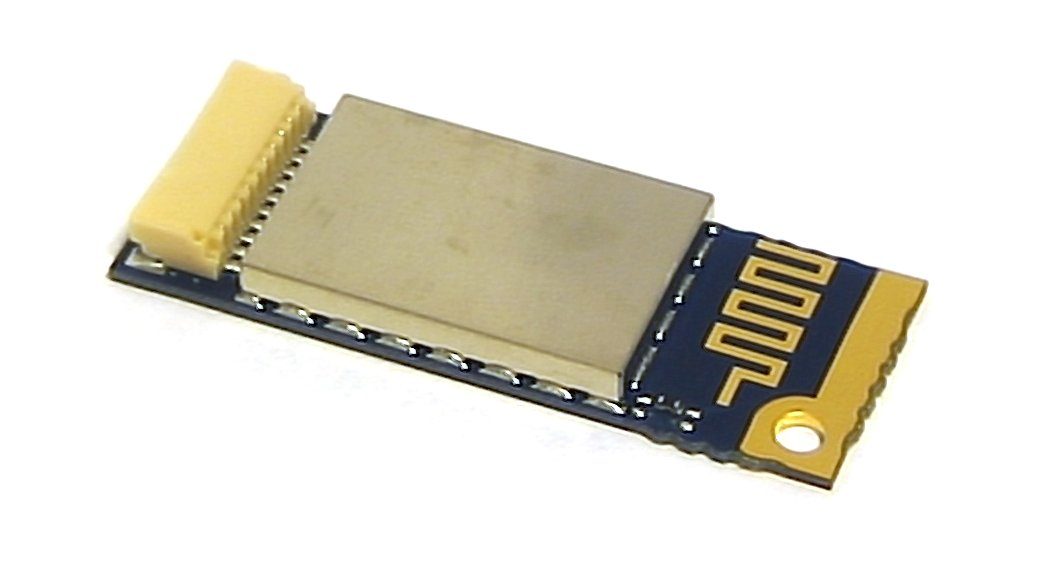
Module Bluetooth.

Les versions publiées des normes Bluetooth sont les suivantes :
- Bluetooth v1.0 et v1.0B ;
- Bluetooth v1.1, normalisé en 2002 sous le nom IEEE 802.15.1-2002 ;
- Bluetooth v1.2, normalisé en 2003 puis publié sous le nom IEEE 802.15.1-2005 ;
- Bluetooth v2.0 + EDR, rendue publique en 2004 par le Bluetooth SIG[9] ;
- Bluetooth v2.1 + EDR, rendue publique en 2007 ;
- Bluetooth v3.0 + HS, rendue publique en 2009 ;
- Bluetooth v4.0, rendue publique en 2010 par le Bluetooth SIG ;
- Bluetooth v4.1, rendue publique en 2013 ;
- Bluetooth v4.2, rendue publique le 2 décembre 2014 (mise à jour matérielle) ;
- Bluetooth v5, rendue publique en décembre 2016 ;
- Bluetooth Mesh, option rendue publique en juillet 2017 qui ne s'applique qu'à la version BLE ;
- Bluetooth v5.2, rendue publique en décembre 2019 par le Bluetooth SIG ;
- Bluetooth v5.3, rendue publique en juillet 2021 par le Bluetooth SIG [10] ;
- Bluetooth v5.4, rendue publique en Février 2023 par le Bluetooth SIG.
- Bluetooth v6.0, rendue publique en août 2024 par le Bluetooth SIG[11].

#### Tableau de synthèse
| Version | Date          | Principales améliorations |
| ------- | ------------- | --- |
| 1.0     | Mai 1999      | Création |
| 1.0b    | Décembre 1999 | Interopérabilité entre marques |
| 1.1     | 2002          | Quelques corrections de bug Utilisation possible de canaux non chiffrés Ajout d’un signal qui permet de mesurer la puissance de réception |
| 1.2     | 2003          | Débit pratique supérieur porté à 721 kbit/s et amélioration de la résistance aux interférences |
| 2.0     | 2004          | Débit pratique supérieur Rétrocompatibilité Réduction de la consommation des périphériques et optimisation des transferts |
| 2.0+EDR | 2004          | Débit maximal théorique porté à 3 Mbit/s (2,1 Mbit/s utiles) avec le mode EDR (Enhanced Data Rate) |
| 2.1+EDR | 2007          | Couplage plus simple et plus rapide. Sécurité renforcée Ajout d'un mode de connexion par « NFC » (Near Field Communication) qui facilite l'appairage à très courte portée. |
| 3       | 2009          | Débit théorique supérieur porté à 24 Mbit/s en mode haute vitesse « HS/AMP » (Bluetooth v3.0 + Wi-Fi) optionnel et abandonné par la suite. |
| 4+LE    | 2010          | Bluetooth classique : peu de changement Restitutions musicales stéréophoniques de qualité comparable au CD. Bluetooth LE (création) : réduction de la consommation des périphériques (Low Energy) |
| 4.1     | 2013          | Bluetooth classique : peu ou pas de changement Bluetooth LE : connexion de plusieurs appareils sur un seul accès maitre pour la sortie des smartphones LTE. |
| 4.2     | 2014          | Bluetooth classique : peu ou pas de changement Bluetooth LE : réduction de la consommation des protocoles IP sécurisés pour les objets connectés. Augmentation de la taille utile des paquets (PDU) de 31 à 256 octets, ce qui permet de diminuer significativement les temps de téléchargement. |
| 5       | Décembre 2016 | Bluetooth classique : réduction des interférences avec d'autres appareils (Slot Availability Mask) Bluetooth LE : débit théorique plus élevé (2 Mbit/s PHY), pratique : 1,4 Mbit/s, en option, portée de 40 m à 350 m et jusqu'à 500 mètres avec certains modules. |
| 5.1     | Janvier 2019  | Bluetooth classique : angles d'arrivée et de départ, utilisé pour géolocaliser les appareils Bluetooth LE : possibilité pour un appareil de déterminer la direction du signal Bluetooth (localisation) |
| 5.2     | Décembre 2019 | Bluetooth classique : peu ou pas de changement Bluetooth LE : création d'un profil audio (réservé jusque-là au Bluetooth classique) à l'aide du codec LC3 |
| 5.3     | Juillet 2021  | Bluetooth classique : abandon des modes AMP/HS (obsolètes) Bluetooth LE : améliorations du contrôle des clés de chiffrement et de la sélection des canaux radio |
| 5.4     | Février 2023  | Bluetooth classique : peu ou pas de changement Bluetooth LE : améliorations du chiffrement et de la sécurité de transmission |
| 6.0     | Août 2024     | Bluetooth classique : peu ou pas de changement Bluetooth LE : amélioration de la détection des périphériques. Amélioration de la localisation et détection de proximité des appareils LE par sondage bidirectionnel. Optimisation de la fiabilité, de la latence et des débits. Flexibilité du délai entre trames (était fixe à 150 µs), pour améliorer le débit (réduction du délai) ou l'efficacité énergétique (augmentation du délai). Facilitation des connexions et envois par échange d'information sur les couches de liaisons utilisées. |

#### Couches protocolaires
Les éléments fondamentaux d'un produit Bluetooth sont définis dans les deux premières couches protocolaires : la couche radio et la couche bande de base. Celles-ci prennent en charge les tâches matérielles comme le contrôle du saut de fréquence et la synchronisation des horloges.

### Couche radio
La couche radio (la couche la plus basse) est gérée au niveau matériel. C'est elle qui s'occupe de l'émission et de la réception des ondes radio. Elle définit les caractéristiques telles que la bande de fréquence et l'arrangement des canaux, les caractéristiques du transmetteur, de la modulation, du récepteur, etc.
Le système Bluetooth opère dans les bandes de fréquences ISM (Industrial, Scientific and Medical) 2,4 GHz dont l'exploitation ne nécessite pas de licence vu la faible puissance d'émission et le risque faible d'interférences. Cette bande de fréquences est comprise entre 2 400 et 2 483,5 MHz. Un transceiver à sauts de fréquence est utilisé pour limiter les interférences et l'atténuation.
Pour le Bluetooth classique (hors version BLE), deux modulations sont définies : une obligatoire utilisant une modulation de fréquence binaire (FSK) pour minimiser la complexité de l'émetteur ; une modulation optionnelle (mode EDR) utilise une modulation de phase (PSK à quatre et huit symboles). La rapidité de modulation est de 1 Mbaud pour toutes les modulations. La transmission duplex utilise une division temporelle.
Les 79 canaux RF du Bluetooth classique (40 en mode BLE) sont numérotés de 0 à 78 et séparés de 1 MHz en commençant par 2 402 MHz. Le codage de l'information se fait par sauts de fréquence et la période est de 625 µs, ce qui permet 1 600 sauts par seconde.
En Bluetooth classique, trois classes de modules radio Bluetooth sont sur le marché :
| Classe | Puissance       | Portée (m)      |
| ------ | --------------- | --------------- |
| 1      | 100 mW (20 dBm) | 100             |
| 2      | 2,5 mW (4 dBm)  | 10 à 20         |
| 3      | 1 mW (0 dBm)    | quelques mètres |

La plupart des fabricants d'appareils électroniques utilisent des modules de classe 2.
En mode Bluetooth basse consommation (BLE), la puissance d'émission peut varier de 0,01 mW (−20 dBm) à 10 mW (10 dBm). La modulation utilisée est de type GFSK (Gaussian FSK).

### Bande de base
La bande de base (baseband en anglais) est gérée au niveau matériel. C'est au niveau de la bande de base que sont définies les adresses matérielles des périphériques (équivalentes à l'adresse MAC d'une carte réseau). Cette adresse est nommée BD_ADDR (Bluetooth Device Address) et est codée sur 48 bits. Ces adresses sont gérées par la IEEE Registration Authority.
C'est également la bande de base qui gère les différents types de communication entre les appareils. Les connexions établies entre deux appareils Bluetooth peuvent être synchrones ou asynchrones, ces connexions sont appelées « liens logiques » (Logical Link). La bande de base peut donc gérer deux types majeurs de liens logiques : les liens SCO (Synchronous Connection-Oriented) et les liens ACL (Asynchronous Connection-Less).
Les données transportées sur ces liens logiques sont sous forme de paquets. Il existe divers types de paquets, qui peuvent être utilisés par les deux liens logiques ou seulement par un seul type de lien. Chaque paquet est composé globalement de la même manière. On retrouve trois parties essentielles :
- le code d'accès → 72 ou 68 bits ;
- l'entête (Header) → 54 bits ;
- la charge utile (Payload = les données utiles) → de 0 à 2 745 bits.

#### Picoréseau

Réseau piconet.

Un picoréseau (en anglais piconet) est un mini-réseau qui se crée de manière instantanée et automatique quand plusieurs périphériques Bluetooth sont dans un même rayon. Un picoréseau est organisé selon une topologie en étoile : il y a un « maître » et plusieurs « esclaves ». Un périphérique « maître » peut administrer jusqu'à 7 esclaves « actifs » ou 255 esclaves en mode « parked ».
La communication est directe entre le « maître » et un « esclave ». Les « esclaves » ne peuvent pas communiquer entre eux.
Tous les « esclaves » du picoréseau sont synchronisés sur l'horloge du « maître ». C'est le « maître » qui détermine la fréquence de saut pour tout le picoréseau,.

#### Inter-réseau Bluetooth

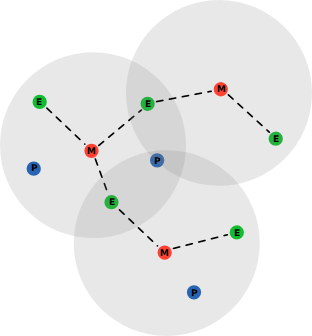
Réseau scatternet.

Les périphériques « esclaves » peuvent avoir plusieurs « maîtres » : les différents piconets peuvent donc être reliés entre eux. Le réseau ainsi formé est appelé un scatternet (littéralement « réseau dispersé »).

## Contrôleur de liaisons
Le contrôleur de liaisons encode et décode les paquets bluetooth selon la charge utile et les paramètres liés au canal physique, transport logique et liaisons logiques.

## Gestionnaire de liaisons
Le gestionnaire de liaisons crée, gère et détruit les canaux L2CAP pour le transport des protocoles de services et les flux de données applicatives. Il utilise le protocole L2CAP pour interagir avec son homologue sur les équipements distants.
Cette couche gère les liens entre les périphériques « maîtres » et « esclaves » ainsi que les types de liaisons (synchrones ou asynchrones).
C'est le gestionnaire de liaisons qui implémente les mécanismes de sécurité comme :
- l'authentification ;
- l'appairage (l'association) ;
- la création et la modification des clés ;
- et le chiffrement.

### Interface de contrôle de l'hôte
Cette couche fournit une méthode uniforme pour accéder aux couches matérielles. Son rôle de séparation permet un développement indépendant du matériel et du logiciel.
Les protocoles de transport supportés sont Universal Serial Bus (USB), PC-Card, RS-232 et UART.
HCI permet un transfert de données à débit maximum, soit 720 kbit/s pour la norme 1.2, et un débit trois fois plus élevé pour la norme 2.0+EDR.

### Couche L2CAP
La couche L2CAP (Logical Link Control & Adaptation Protocol) fournit les services de multiplexage des protocoles de niveau supérieur et la segmentation et le réassemblage des paquets ainsi que le transport des informations de qualité de service. Les protocoles de haut niveau peuvent ainsi transmettre et recevoir des paquets jusqu'à 64 Ko. Elle autorise un contrôle de flux par canal de communication.
La couche L2CAP utilise des canaux logiques.

### Services

#### RFCOMM
RFCOMM signifie « Radio frequency communication (en) ». Ce service est basé sur les spécifications RS-232, qui émule des liaisons séries. Il peut notamment servir à faire passer une communication IP par Bluetooth. RFCOMM est utilisé lorsque le débit des données n'atteint pas plus de 360 kbit/s (par exemple, téléphones mobiles).

#### SDP
SDP signifie « Service Discovery Protocol (en) ». Ce protocole permet à un appareil Bluetooth de rechercher d'autres appareils et d'identifier les services disponibles. Il s'agit d'un élément particulièrement complexe de Bluetooth.

#### OBEX
OBEX signifie « OBject EXchange ». Ce service permet de transférer des objets grâce au protocole d'échange développé pour l'IrDA.

### Profils
Un profil correspond à une spécification fonctionnelle d'un usage particulier. Les profils peuvent également correspondre à différents types de périphériques.
Les profils ont pour but d'assurer une interopérabilité entre tous les appareils Bluetooth.
Ils définissent :
- la manière d'implémenter un usage défini ;
- les protocoles spécifiques à utiliser ;
- les contraintes et les intervalles de valeurs de ces protocoles.

Les différents profils sont :
1. GAP : Generic Access Profile
2. SDAP : Service Discovery Application Profile
3. SPP : Serial Port Profile
4. HSP : Headset Profile
5. DUN : Profile : Dial-up Networking Profile
6. LAN : Access Profile : ce profil est maintenant obsolète ; il est remplacé par le profil PAN
7. ESP : Environmental Sensing Profile
8. Fax Profile
9. GOEP : Generic Object Exchange Profile
10. SP : Synchronization Profile
11. OPP : Object Push Profile
12. FTP : File Transfer Profile
13. CTP : Cordless Telephony Profile
14. IP : Intercom Profile
15. A2DP : Advanced Audio Distribution Profile (profil de distribution audio avancée)
16. AVRCP : Audio Video Remote Control Profile (Commande à distance)
17. HFP : HandsFree Profile
18. PAN : Personal Area Network Profile
19. VDP : Video Distribution Profile
20. BIP : Basic Imaging Profile
21. BPP : Basic Printing Profile
22. SYNC : Synchronisation Profile
23. SAP : SIM Access Profile (permet l'accès à la carte SIM par le téléphone de la voiture et l'utilisation de l'antenne externe[18],[19])
24. PBAP : PhoneBook Access Profile
25. HIDP : Human Interface Device Profile
26. MAP : Message Access Profile

### Le profil d'accès générique
Le profil d'accès générique (GAP) est le profil de base dont tous les autres profils héritent. Il définit les procédures génériques de recherche d'appareils, de connexion et de sécurité.

## La qualification et la certification Bluetooth
Afin d'obtenir la certification Bluetooth, des tests de qualification sont nécessaires. Les tests de qualification sont de deux types : qualification RadioFréquence et qualification du logiciel.
Qualification RF : l'objectif des essais est de prouver que la plate-forme matérielle utilisée respecte les performances radio de la norme Bluetooth. Il existe une liste des tests RF à réaliser, en émission et en réception. Ces essais sont :
- TRM/CA/01/C Output Power
- TRM/CA/02/C Power Density
- TRM/CA/04/C Tx Output Spectrum - Frequency Range
- TRM/CA/05/C Tx Output Spectrum - 20 dB BW
- TRM/CA/06/C Tx Output Spectrum - Adjacent Channel Power
- TRM/CA/07/C Modulation Characteristics
- TRM/CA/08/C Initial Carrier Frequency Tolerance
- TRM/CA/09/C Carrier Frequency Drift
- TRC/CA/01/C Out-of-Band Spurious Emissions
- RCV/CA/01/C Sensitivity - single slot packets
- RCV/CA/02/C Sensitivity - multi slot packets
- RCV/CA/03/C C/I performance
- RCV/CA/04/C Blocking Performance
- RCV/CA/05/C Intermodulation Performance
- RCV/CA/06/C Maximum Input Level
- Les mesures de spurious sont réalisées conformément à la norme ETSI EN 300 328[20]. Les procédures des essais sont spécifiées dans le document Test Specification for the Bluetooth system[21]. La plupart des appareils de mesure permettent de réaliser les essais sur 3 canaux : les deux extrêmes et le canal central[22]. Pour des tests sur tous les canaux, il est nécessaire de développer des compléments d'essais. Les tests sont d'abord réalisés chez l'industriel, par l'industriel, afin de valider son design. Puis il est obligatoire de faire appel à un organisme agréé afin d'obtenir la certification Bluetooth (BQB : Bluetooth wireless Qualification Body)[23].

Qualification du logiciel : si l'industriel a lui-même réalisé le logiciel de son nouveau design, avec les couches hautes HCI, RFCOMM, L2CAP, SDP ou d'autres profils Bluetooth, ils doivent être qualifiés. La certification du logiciel s'effectue profil par profil. Chaque couche logicielle doit être conforme à la norme Bluetooth à respecter.
Ces deux catégories d'essais de qualification réalisés et acceptés, la certification Bluetooth est alors acceptée. Le produit ainsi fabriqué est conforme à la version de la norme Bluetooth pour lequel il est certifié, compatible avec les produits qui respectent la même version de la norme Bluetooth. L'industriel reçoit alors un certificat de conformité.

## Utilisation

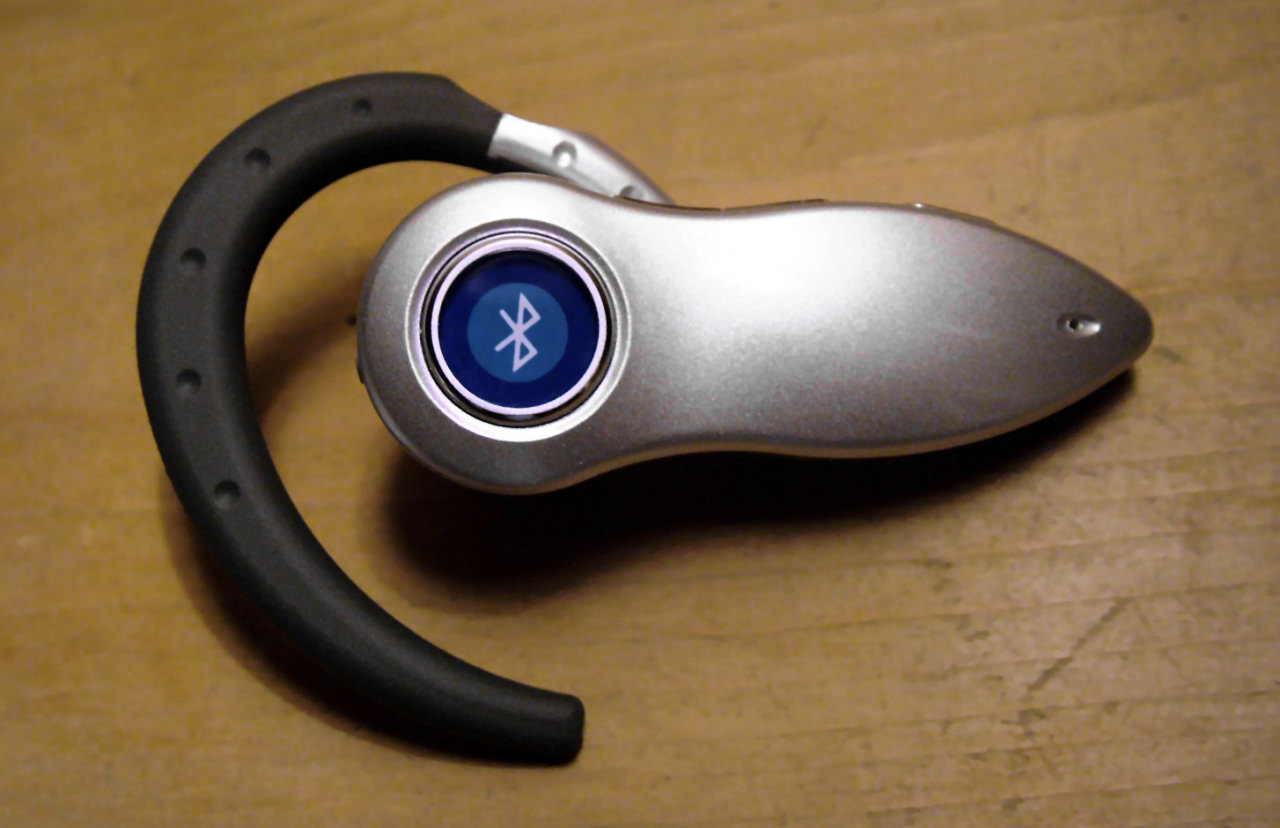
Oreillette Bluetooth.

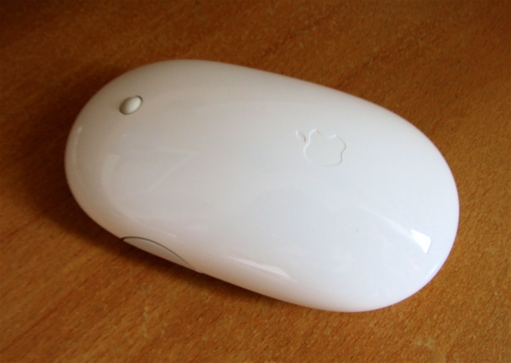
Une souris Bluetooth.

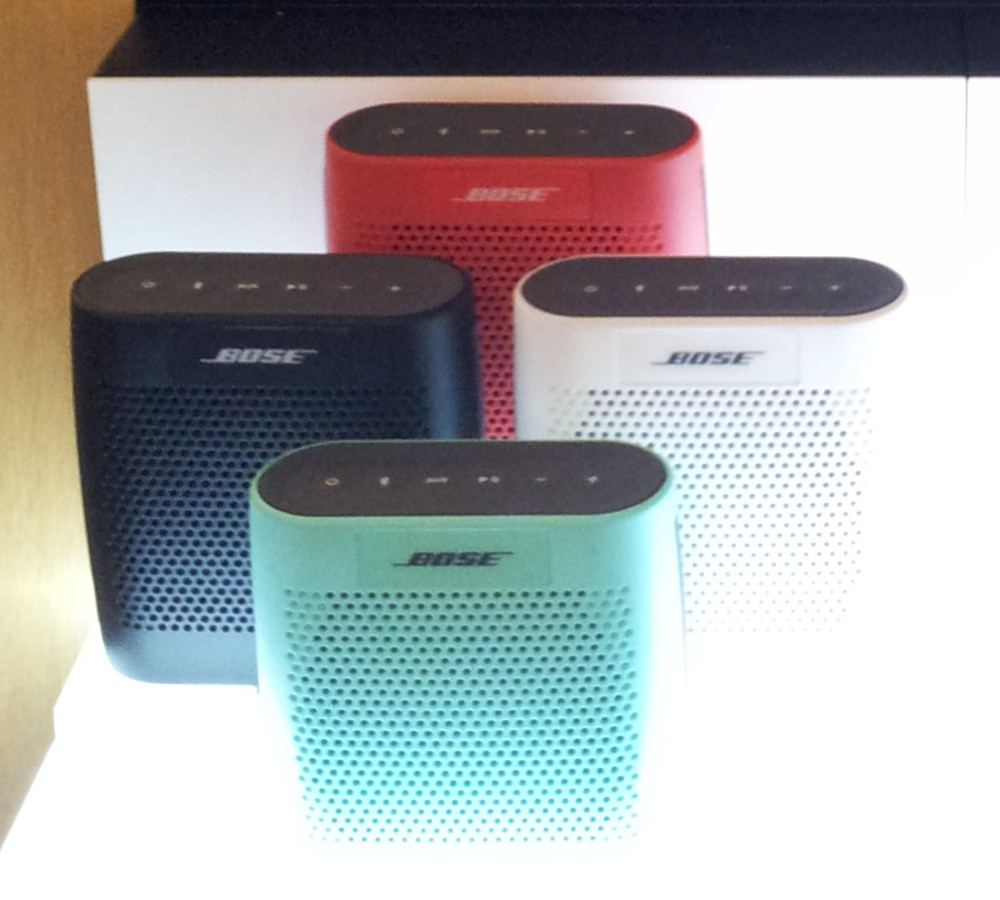
Enceinte sans fil Bluetooth : enceintes Bose SoundLink.

### Principes
Dans les versions commercialisées en 2015 (4.0 et 4.1), largement utilisées, essentiellement dans les appareils mobiles comme les téléphones portables, la liaison Bluetooth présente les caractéristiques suivantes :
- très faible consommation d'énergie ;
- très faible portée (sur un rayon de l'ordre d'une dizaine de mètres) ;
- faible débit, suffisant cependant pour le son stéréo de qualité ;
- très bon marché et peu encombrant.

En conséquence, il est présent sur des appareils fonctionnant souvent sur batterie, désirant échanger une faible quantité de données sur une courte distance :
- téléphones portables (presque généralisé), où il sert essentiellement à la liaison avec une oreillette ou à l'échange de fichiers, ou encore comme modem ;
- ordinateurs portables, essentiellement pour communiquer avec les téléphones portables (pour servir de modem, pour sauvegarder les carnets d'adresses, pour l'envoi de SMS, etc. ;
- périphériques divers, comme des claviers, pour faciliter la saisie sur les appareils qui en sont dépourvus, dont des téléviseurs[a] ;
- périphériques spécialisés à destination médicale (électrocardiogramme, oxymètres, glucomètres) ou environnementale (thermomètres, hygromètres…) avec l'avantage d'une mesure en temps réel sans gêner la mobilité du porteur.

La compatibilité entre marques est assez bonne, mais pas parfaite : certains appareils ne parviennent pas à se raccorder à d'autres.

### Jeu vidéo
Les manettes sans-fil des consoles Nintendo Wii (manette nommée Wiimote) et Switch (manettes nommées Joy-Con), ainsi que les consoles Sony PlayStation 3 (DualShock 3), PlayStation 4 (DualShock 4) et PlayStation 5 (DualSense) utilisent le protocole Bluetooth. Les manettes Xbox 360 ainsi que les manettes Xbox One utilisent une connexion sans fil propriétaire. La nouvelle version de la manette Xbox reconnaissable à sa prise jack, fournie notamment avec la Xbox One S, intègre quant à elle un module Bluetooth.

### Mise en œuvre
Afin d'échanger des données, les appareils doivent être appairés. L'appairage se fait en lançant la découverte à partir d'un appareil et en échangeant un code. Dans certains cas, le code est libre, et il suffit aux deux appareils de saisir le même code. Dans d'autres cas, le code est fixé par l'un des deux appareils (appareil dépourvu de clavier, par exemple), et l'autre doit le connaître pour s'y raccorder. Par la suite, les codes sont mémorisés, et il suffit qu'un appareil demande le raccordement et que l'autre l'accepte pour que les données puissent être échangées.
Afin de limiter les risques d'intrusion, les appareils qui utilisent un code préprogrammé (souvent 0000 ou 1234) doivent être activés manuellement, et l'appairage ne peut se faire que durant une courte période.

#### Cas de partage d'un périphérique
Dans le cas de partages successifs (par exemple un casque audio sans fil connecté à un PC qu'on désire ensuite utiliser avec un téléphone), le premier appareil devra arrêter sa connexion avec le périphérique Bluetooth, tout en conservant les informations à son sujet pour une connexion ultérieure. Ensuite, on a juste à connecter ce périphérique au deuxième appareil, en le faisant découvrir au passage s'il n'est pas déjà enregistré sur celui-ci.
Les choses se compliquent sensiblement si on a à la fois deux périphériques émetteurs ou plus (par exemple : téléphone, tablette, PC, clavier sans fil…) et deux périphériques récepteurs ou plus (enceintes Bluetooth, casque audio, appareil de salon télécommandé…), car un nouveau couplage sera théoriquement refusé si l'un quelconque des deux appareils a été auparavant couplé ailleurs, même si la connexion (mais non le couplage !) a pris fin et que l'émetteur initialement couplé est hors tension. Il doit être mis fin à celui-ci.
Un appareil n'a en effet pas deux états possibles, mais quatre : éteint, activé, appairé, connecté (et dans les deux derniers cas, à un autre appareil).
Certains claviers bluetooth, par exemple le Logitech K810, permettent d'apparier le même clavier à trois appareils distincts et d'en changer au vol par des touches dédiées.

### Différences par rapport au Wi-Fi
Le Bluetooth utilise une des plages de fréquences qu'utilise aussi le Wi-Fi (2,4 GHz), ce qui fait qu'un réseau peut brouiller ou perturber l'autre, ou limiter son débit. Le Bluetooth consomme moins d'énergie que le WI-FI, mais il a une portée maximale plus faible, de 10 m dans de bonnes conditions, avec des fonctionnalités réduites et un plus faible nombre de périphériques connectables simultanément.
Contrairement au Bluetooth, le Wi-Fi impose généralement l'utilisation d'un point d'accès, mais certains constructeurs permettent la connexion directe entre périphériques en utilisant le Wi-Fi Direct, similaire à un Bluetooth à très grande bande passante.

## Conditions d'utilisation des équipements radioélectriques
L'ARCEP, anciennement l'ART, Autorité de régulation des télécommunications, précise les conditions d'utilisation des installations radioélectriques dans la bande des 2,4 GHz :
- la bande 2 400 à 2 454 MHz est utilisable à l’intérieur des bâtiments comme à l’extérieur avec une puissance* inférieure à 100 milliwatts (mW) ;
- la bande 2 454 à 2 483,5 MHz est utilisable à l’intérieur des bâtiments avec une puissance inférieure à 100 mW et à l’extérieur des bâtiments avec une puissance inférieure à 10 mW. Sur les propriétés privées, cette puissance peut atteindre 100 mW à l’extérieur avec une autorisation du ministère de la Défense[25],[26].

## Sécurité et Bluetooth

### Sécurité des protocoles Bluetooth
Pour les dispositifs qui utilisent Bluetooth, la connexion doit utiliser le mode de sécurité 1, niveau 4 (mode de connexions sécurisées uniquement), conformément à une norme FIPS.